# Emil Bohn
Emil Bohn (Bielau del Neisse, 14 de gener, 1839 - [...?], 5 de juliol de 1909) fou un músic alemany.
Primer estudià filosofia, i després música a Breslau amb els mestres E. Baumgarta (orgue) i (teoria) amb Julius Schaeffer, i fou organista el 1868 en la mateixa ciutat, on i fundà una societat coral que portava el seu nom i que executà valuoses composicions dels antics mestres les quals jeien en l'oblit. El 1884 la universitat el nomenà doctor honorari i li confià la direcció de la societat acadèmica coral.
Va publicar: Fünfzig historische Konzerte in Breslau (1893); Bibliographie der Musikdruckwerke des 16. und 17. Jahrhunderts, in der Sadtbibliothek zu Breslau (1890); Repertorium der wortrefflichsten Vokalkompositionen in Deutschland vom 15 Jahrhts, zum 1640, i Ein hundert historische Konzerte im Breslau von 1881 bis 1905.